# 曾經、魔法少女和邪惡相互為敵。
《曾經、魔法少女和邪惡相互為敵。》是日本漫畫家藤原可可亞創作的漫畫，於月刊GANGAN JOKER2013年10月號至2015年4月號連載。作者於2015年3月31日去世，本作品成為其絕筆。

## 登場人物

### 主要人物
米勒（聲：小野友樹）
隸屬於惡之王的惡之組織，是王的左右手惡之參謀，被稱為惡之化身。生於惡之家庭，過著精英生活。在惡之組織內，他負責地上侵略以及討伐魔法少女的任務。組織位於惡之帝國內，從那裡前往地上執行任務。與對抗惡的白夜相遇後，對她一見鍾情，從此變得與本來的冷酷截然不同，被白夜的言行所迷惑。雖然白夜是他必須討伐的物件，但他還是喜歡上了她，這種異常的行為讓他被稱為“惡之參謀”。雖然組織內有傳言說他對魔法少女執著，但他努力保持參謀的威嚴，以免失去信任。每次見到白夜時，他總是帶著禮盒去拜訪。雖然這是為了使自己與敵人平等對待，但更是因為想讓她高興。他持有黑卡，為了給白夜送禮或在緊急情況下救她，會毫不猶豫地使用。由於過於迷戀白夜，他有時會忘記自己是惡之眷屬和本來的使命。常提醒白夜他們雙方是敵對的，並告訴她其對敵人太過無防備，但這些話也有一部分是說給自己聽的，他在痛苦中度日。有著蓋住眼睛的長劉海，略帶青色的黑髮。眼睛為藍色，戴著眼鏡。然而眼鏡常因為與白夜有關的喜悅或驚訝而碎掉。
深森白夜（聲：中原麻衣）
一位辛勤工作的女孩，同時兼職、幫忙醫院、還是魔法少女。沒有親人，在孤兒院長大，中學畢業後就離開了孤兒院開始工作。年齡、血型都不詳。她和御使（貓）住在一個便宜的公寓。因為貧窮，所以非常珍惜自己的衣服，修補衣服是她的強項。還有很多因為她的辛勤工作而產生的悲傷情況，這常常引起米拉的同情。被稱為“不幸的魔法少女”就是因為這個原因。其成為魔法少女的原因是所在的孤兒院被地產商威脅要接管，這時御使（貓）出現，告訴她如果成為魔法少女，就能得到救助孤兒院的錢，這樣她就被半強迫地沒有選擇的情況下，成為了魔法少女（但後來發現御使〈貓〉和地產商是一夥的）。作為魔法少女，其服裝是透過變身換上的，手持有星星的魔法棒，還有御使（貓）設計的決定性臺詞。喜歡吃有營養的東西，換句話說就是喜歡吃任何食物。但是平時她都在節省，所以有時候只靠水就能撐一週。在孤兒院裡，她是年紀最大的，所以認為自己不能像小孩子那樣任性。因此總是忍耐，很容易放棄，很少堅決反抗。不知道是不是因為她的成長經歷，其表情通常變化不大。只有在米勒面前，她的表情才會稍微變得明亮一些。頭髮是銀色，變身成魔法少女後，兩邊各有一個紮著的丸子頭。眼睛是藍色的。

### 魔法少女相關者
使者（貓）（聲：三木真一郎）
白夜成為魔法少女的幕後推手。在地面上，他呈現出一種像貓一樣的著裝。被稱為“天使”的存在，是為了引導魔法少女而從天而降，傳達信託的人，但白夜的御使喜歡酒、女人和菸草，是一個放蕩和淫亂的人。他對白夜也進行了近乎性騷擾的接觸。言辭很粗魯。白夜透過打工賺來的錢由御使管理，還負責深森家的資產運營。介紹工作給白夜的也是他，但是介紹的多是夜間或危險的工作（白夜為了錢也不怎麼質疑）。不會監督白夜的魔法少女工作，而是在家裡悠閒或隨意外出。雖然對白夜的待遇很差，但他認為自己選擇的魔法少女很有魅力。
篝火花（聲：伊瀨茉莉也）
愛好可愛之物，將兔子和熊的玩偶視作朋友並與之對話。表面上看似一位可愛的少女，卻因害羞或羞澀而對御使（貓）拳打腳踢至流血，是一個易於動手的粗暴“魔法少女”（並不是真的討厭御使）。擁有憑藉徒手或咬擊就能打敗邪惡組織下屬的力量。她的對話中充滿了必須自我審查的低俗語言和手勢，這也成為其交談中的一部分。雖然似乎很難與她溝通，但篝火花偶爾說出的重話往往擊中要害。她擁有堅持自己觀點，不隨他人搖擺的性格。與深森白夜曾在小學時是同班同學，認為白夜是她的朋友。然而因為她對白夜也使用了頭錘和衣領摔等粗暴行為，白夜對此感到害怕，無法完全認定為朋友。對她而言，這些都是出於好意的問候和親密接觸。因為原本就憧憬成為魔法少女，所以感激御使選拔她。雖然最初是應御使的請求，但現在已決定繼續成為魔法少女，這是出於自己的意願，並已向御使表明了這一決心。居住在一座大宅院中。擁有雙重尖牙（咬人時牙齒呈鋸齒狀）。有著黑色的頭髮，眼睛是金色的。
使者（鳥）（聲：綠川光）
與使者（貓）在關於自己的魔法少女的看法上存在分歧，是一種不相容的關係。

### 邪惡組織
佛瑪哈特（聲：鈴村健一）
邪惡組織的一名幹部，出身名門貴族，加入組織後與米勒的交情頗深。瞳眼閃爍著耀眼的光芒，純潔得沒有一點汙點。是個熱情的人，總是說如果是組織的夥伴就什麼都可以商量，可以依賴他。在薩達爾蘇德看來，是最難以應付的人。其對任何人都開放友好。因為他與深森白夜的身體接觸很自然，無意中引來了米勒的殺意。完全不懂得在米勒心情不好時，應該保持距離，完全不懂得察言觀色。把米勒當作摯友，一心想要幫助她洗清魔法少女討伐中的汙名，但對米勒來說，他不僅是個麻煩，甚至還激起殺意。他不知為何有追逐動物或動物般，移動物體的習性，米勒扔出球后，其會追到天涯海角。
貝菈崔絲（聲：川澄綾子）
邪惡組織中的一名幹部。出生於一個嚴格的家庭，從小就被迫培養出禁慾的生活態度。在兒童時期和青春期，她始終堅定地壓抑自己。這樣的成長經歷使她逐漸形成了強烈的妄想癖。即使是同事，只要是組織中的人或下屬，也會因為一些交流而跳入妄想的世界。在她的妄想世界中，所有男性都喜歡她，並會因為她而爭鬥或侮辱她。愛好是閱讀針對女性的，稍帶色情的青少年愛情小說（其絕對不會讓其他人發現這一點）。雖然沒有直接告訴對方，但她喜歡米勒。特別喜歡黑髮和戴眼鏡的樣子，將其作為妄想的物件，包括鬼畜攻和鬼畜眼鏡等激烈的形象。本人也有點被虐傾向。
奧奇歐涅（聲：下野紘）
邪惡組織的一名幹部，內心是女性，使用女性化的語言。經常可以看到她和絲皮柯在一起。對於貝菈崔絲沉迷於妄想的部分，似乎有所察覺。眼睛中有十字的痕跡。
絲皮柯（聲：東山奈央）
邪惡組織的幹部之一。雖然本人也很在意自己的娃娃臉，但實際上已經是成年女性（奧奇歐涅稱她為合法蘿莉）。從她的談吐中能感受到良好的教養。在邪惡組織的會議上，總是明確地表達自己的意見，性格開朗。
薩達爾蘇德（聲：山崎巧）
邪惡組織中的一名幹部。像是複雜情緒的集合體，每次見面都會說些讓人不舒服的話。有著瘋狂科學家的頭銜，將魔法少女視為研究材料。為了不殺死她們進行研究，他會給米勒傳遞自己製作的藥物。不擅長應對佛瑪哈特突然說出的莫名其妙的話。
貝鐵基瑟（聲：土師孝也）
邪惡組織中的一名幹部，一位留著鬍子、身材魁梧的中年男性。在充滿怪人的邪惡組織幹部中也是相當奇特的一員，有時會提出一些突發奇想的想法。

## 出版書籍
單行本
| 冊數 | 史克威爾艾尼克斯 | 史克威爾艾尼克斯       | 東立出版社    | 東立出版社             |
| 冊數 | 發售日期         | ISBN                   | 發售日期      | ISBN                   |
| ---- | ---------------- | ---------------------- | ------------- | ---------------------- |
| 1    | 2014年7月22日    | ISBN 978-4-7575-4360-7 | 2017年3月10日 | ISBN 471-094-555-131-9 |
| 2    | 2014年12月22日   | ISBN 978-4-7575-4509-0 | 2017年5月15日 | ISBN 978-986-482-779-4 |
| 3    | 2016年3月22日    | ISBN 978-4-7575-4916-6 | 2017年8月14日 | ISBN 978-986-482-780-0 |

愛藏版
| 冊數 | 史克威爾艾尼克斯 | 史克威爾艾尼克斯       | 東立出版社    | 東立出版社             |
| 冊數 | 發售日期         | ISBN                   | 發售日期      | ISBN                   |
| ---- | ---------------- | ---------------------- | ------------- | ---------------------- |
| 上   | 2024年6月12日    | ISBN 978-4-7575-9213-1 | 2025年7月14日 | ISBN 978-626-02-4030-1 |
| 下   | 2024年6月12日    | ISBN 978-4-7575-9214-8 | 2025年7月14日 | ISBN 978-626-02-4031-8 |

## 電視動畫
2023年11月18日，宣佈將改編為由BONES製作的電視動畫。本作品曾經在2015年前後，一度有過改編動畫的企劃，但因為作者去世而中止，在漫畫連載10周年之際，重新啟動了動畫企劃，於2024年7月至9月播出。

### 製作人員
- 原作：藤原可可亞
- 導演：大橋明代
- 系列構成、劇本：綾奈由仁子
- 角色設計：飯塚晴子
- 副角色設計、總作畫監督：新井伸浩
- 道具設計：荒木彌緒
- 美術監督：空閑由美子、鬼谷拓實
- 色彩設計：後藤由香里
- 攝影監督：神林剛
- 編輯：坂本久美子
- 音樂：MAYUKO
- 音樂製作：Avex Pictures Inc.（日语：エイベックス・アニメーションレーベルズ）
- 音樂製作人：濱田真里亞
- 動畫製作：BONES[13]
- 製作：魔法邪惡製作委員會

### 主題曲
片頭曲
作詞、作曲、編曲：夏目縋，主唱：Lezel
片尾曲
作詞：斎藤仁久，作曲、編曲：齋藤仁久、小高光太郎，主唱：米勒（小野友樹）、深森白夜（中原麻衣）

### 各話列表
| 話數 | 標題       | 分鏡       | 演出     | 作畫監督                                                     | 首播日期      |
| ---- | ---------- | ---------- | -------- | ------------------------------------------------------------ | ------------- |
| 1    |            | 大橋明代   | 山本貴之 | 荒木彌緒                                                     | 2024年 7月9日 |
| 2    |            | 大橋明代   | 山本貴之 | 阿部愛由美                                                   | 7月16日       |
| 3    |            | 櫛谷健太   | 櫛谷健太 | 菅野宏紀、高野惠子                                           | 7月23日       |
| 4    |            | 松井仁之   | 永野裕大 | 阿部愛由美、荒木彌緒                                         | 7月30日       |
| 5    |            | 大橋明代   | 江副仁美 | 香田知樹、大貫健一                                           | 8月6日        |
| 6    |            | 山本貴之   | 大槻真之 | 紺野直幸、伊藤嘉之                                           | 8月13日       |
| 7    | 朋友…？    | 永野裕大   | 永野裕大 | 永野裕大、菅野宏紀                                           | 8月20日       |
| 8    | 聖誕節之前 | 五十嵐卓哉 | 大槻真之 | 荒木彌緒、阿部愛由美、高野惠子、香田知樹                     | 8月27日       |
| 9    |            | 五十嵐卓哉 | 櫛谷健太 | 伊藤嘉之、川元利浩、香田知樹、高野惠子                       | 9月3日        |
| 10   |            | 江副仁美   | 江副仁美 | 五月真帆、紺野直幸                                           | 9月10日       |
| 11   |            | 五十嵐卓哉 | 大槻真之 | 伊藤嘉之、永野裕大                                           | 9月17日       |
| 12   |            | 大橋明代   | 大橋明代 | 阿部愛由美、荒木彌緒、香田知樹、菅野宏紀、川元利浩、新井伸浩 | 9月24日       |

### 播放平台
| 播映地區 | 播映電視台 | 播映日期             | 播映時間（UTC+9）  | 備註     |
| -------- | ---------- | -------------------- | ------------------ | -------- |
| 日本全域 | AT-X       | 2024年7月9日—9月24日 | 星期二 22:45—23:00 | [ 註 1 ] |
| 日本全域 | BS11       | 2024年7月9日—9月24日 | 星期二 23:00—23:15 | [ 註 2 ] |
| 東京都   | TOKYO MX   | 2024年7月9日—9月24日 | 星期二 23:30—23:45 | 不適用   |

| 播映地區 | 播映平台       | 播映日期             | 播映時間（UTC+8） | 備註     |
| -------- | -------------- | -------------------- | ----------------- | -------- |
| 台灣     | 巴哈姆特動畫瘋 | 2024年7月9日—9月24日 | 星期二 22:45      | [ 註 3 ] |
| 香港     | 巴哈姆特動畫瘋 | 2024年7月9日—9月24日 | 星期二 22:45      | [ 註 3 ] |
| 澳門     | 巴哈姆特動畫瘋 | 2024年7月9日—9月24日 | 星期二 22:45      | [ 註 3 ] |
| 台灣     | 中華電信MOD    | 2024年7月9日—9月24日 | 星期二 22:45      | 不適用   |
| 中國大陸 | 哔哩哔哩       | 2024年7月9日—9月24日 | 星期二 22:45      | [ 19 ]   |

### BD
| 卷數 | 發行日期       | 收錄話數     | 規格編號  |
| ---- | -------------- | ------------ | --------- |
| 上   | 2024年11月27日 | 第1話—第6話  | SHBR-0747 |
| 下   | 2024年12月25日 | 第7話—第12話 | SHBR-0748 |

## 備註
1. ↑  CS放送／字幕放送[18]／有重複播放。
2. ↑  BS放送／《ANIME+》節目。
3. ↑  第5話起，每週二跟播動畫版，隔週二更新完整版。

## 外部連結
- 曾經、魔法少女和邪惡相互為敵。 GANGAN JOKER -SQUARE ENIX-（日語）
- 電視動畫官方網站（日語）
- 電視動畫的X（前Twitter）（日語）